# Bakarno lice
Bakarno lice je 85. epizoda strip serijala Ken Parker. Objavljena je premijerno u Srbiji u br. 4. specijalnog izdanja Ken Parkera izdavačke kuće System Comics u martu 2007. godine. Sveska je koštala 120 dinara (1,75 $; 1,45 €). Epizodu su nacrtali Luka Vanini i Ivo Milazzo u saradnji sa Paskalom Frisende, a scenario napisao Đankarlo Berardi. Sveska je imala ukupno 192 strane, a epizoda 180 strana. (Na početku sveske nalazi se tekst Gracijana Ferdijanija pod nazivom "Poslednji Mohikanac".)

## Originalna epizoda
Originalna epizoda objavljena je premijerno u Italiji pod naslovom Faccia di rame u specijalnom izdanju u januaru 1998. godine. Cena  sveske iznosila je 5.500 lira.

## Kratak sadržaj
Prolog. Ken radi kao vodič dva inženjera, koji vrše istraživanje za izgradnju brane između dveju reka negde u Kaliforniji u predelu planine Lasen u leto 1878. godine. Nailaze na grupu indijanaca koji pokušavaju da im ukradu divljač, koja je bila veoma retka. Nakon potere pronalaze indijance iz skrivene u pećini i otkrivaju da se radi o staroj majci sa malom decom koji su veoma mršavi i iscrpljeni od gladi. Radi se o poslednjima pripadnicima plemena Jan, koji su živeli u Kaliforniji, a koji su u periodu 1865-1868. pretrpeli više kaznenih ekspedicija belaca, koji su ih skoro potpuno iskorenili.
Glavna priča. Četiri godine kasnije (1882), Ken dolazi u Orovil, gradić u centralnoj Kaliforniji. U njemu sreće Djuka Šoa s kojim je bio zajedno u vojsci, a koji je sada šerif u Orovilu. Živi zajedno sa ćerkom Džoan. Stanovnici u klanici zatiču indijanca kojeg optužuju za krađu i odmah organizuju linč. Djuk sa Kenom stiže na lice mesta u poslednji čas i spašava indijanca linča. Indijanac je iscrpljen i ima visoku temperaturu. Šerif ga smešta u svoju kuću. Indijanac se jedva oporavlja. Pošto ne govori engleski, niko ne zna ko je i odakle je. Djuk nagađa da pripada Jahi indijancima koji su nekada naseljavali Kaliforniju, ali koje su belci pobili tokom nekoliko kaznenih ekspedicija. Deo plemena Jani su bili Jasi, koji su živeli na jugu Kalifornije. Nepoznati indijanac verovatno pripada ovim poslednjima.
U Orovil stiže dr Klod Herner, profesor sa Univerziteta u San Francisku. Klod je antropolog koji se bavi retkim jezicima. Kada je saznao da je poslednji pripadnik Jan plemena živ, došao je u Orovil da izučava Jahi dijalekat. Indijancu daju ime Iši (na Jahi dijalektu znači – čovek). Šerif, Džoana, Klod, Iši i Ken ostaju da žive jedno vreme u šerifovoj kući. Iši uči engleski, a Klod uvećava glosar Jahi dijalekta. Ken prihvata da bude Dukov zamenik, jer nije tada imao novaca. Ovo je već treći put da je Ken na dužnosti šerifa. (LMS-433.)
Stanovnici Orovila ne mogu da se priviknu na prisustvo Išija. Deca ga ismevaju i porede s majmunom. Kada jedan belac i melez siluju ćerku jednog stanovnika, većina optužuje Išija bez ikakvih dokaza. Šerif, Ken, Klod i Džoan jedva uspevaju da spasu Išijevu glavu od drugog linča. Ali kada je biblijski potop pogodio Orovil, Iši je uspeo da spasi nekoliko stanovnika, što menja odnos stanovnika prema njemu. Konačno, Klod uspeva da prebaci Išija u San Fracisko gde se Iši zapošljava kao kustos u prirodnjačkom muzeju.

## Inspiracija istinitim događajima
Priča ispričana u ovoj epizodi inspirisana je pričom koja se zaista dogodila. Pravi Iši, međutim, živeo je među belcima od 1911. do 1916. godine, dok Berardi smešta priču u prvoj polovini 1880-ih.

## Crtači
Prvih 55 strana nacrtao je Luca Vannini. Ostalih 125 uradio je Ivo Milazzo uz povremenu asistenciju P. Frisendea.

## Hronološka nekonzistenost epizode
Godina koju provodi u Orovilu je 1882. Međutim, za to vreme Ken bi trebalo da bude u Kanadi, bežeći od američkih vlasti zbog ubistva policajca (LMS-892). Nedoslednost je verovatno nastala kao posledica činjenice da ova epizoda hronološki ne prati ostale epizode, već predstvalja specijal epizodu u kojoj se Ken pojavljjuje kao narator koji priča događaje od ranije.